# سسمس
سسمس، روستایی از توابع بخش تولم شهرستان صومعه‌سرا در استان گیلان ایران است.این روستا به دو قسمت روستای سسمس بالا و روستای سسمس پایین تقسیم میشود.
مردم این روستا به کار کشاورزی برنج مشغول هستند و در این بین محصولات دیگری نیز کشت میکند همچنین حیوانات اهلی نیز پرورش میدهند.
در این روستا یک امامزاده به نام آقا سید زکی که از نوادگان امام موسی کاظم می باشند ، مدفون است.

## جمعیت
این روستا در دهستان تولم قرار دارد و براساس سرشماری مرکز آمار ایران در سال ۱۳۸۵، جمعیت آن ۱٬۰۱۵ نفر (۲۶۵خانوار) بوده‌است.